# Educació terciària
Les expressions educació terciària, educació superior i ensenyament superior es refereixen al procés, els centres i les institucions d'ensenyament que estan després de l'educació secundària o mitja. Al món hi ha gairebé 17.000 institucions que imparteixen algun tipus d'educació superior. Imparteixen estudis equivalents als nivells 6, 7 i 8 de la classificació estandarditzada dels nivells educatius establerta per la UNESCO.
En general, el requisit d'ingrés és haver completat l'educació secundària i, per tant, també candidats basats en el rendiment escolar de la secundària o uns exàmens de selecció. Segons el país, aquests exàmens poden ser d'àmbit estatal, local o universitari. En altres sistemes, però, no existeix cap mena de selecció.
Cada vegada més institucions d'educació terciària animen l'ingrés de persones adultes sense que hagin tingut necessàriament èxit en l'educació secundària, especialment a les universitats obertes.
La preparació que ofereix l'educació terciària és de tipus professional o acadèmica. Es distingeix entre estudis de grau (els antics títols de Diplomatura i Llicenciatura) i postgrau (Màster i Doctorat) segons el sistema de titulació professional i graus acadèmics.
Els establiments d'educació terciària han estat tradicionalment les universitats, però a més es consideren altres centres educatius com instituts, escoles professionals o escoles tècniques, centres de formació del professorat, escoles d'art dramàtic, conservatoris, etc.

## Altres funcions
Una funció important, a part de l'ensenyament, en l'educació terciària són les activitats d'investigació (especialment a les universitats) en els diferents nivells del coneixement. Així mateix, una altra funció són les activitats d'extensió, en les quals es procura la participació de la població i se li comuniquen els resultats.

## Regne Unit
En el marc de la devolució al Regne Unit, l’educació es gestiona de manera separada a Anglaterra, Gal·les, Irlanda del Nord i Escòcia. A Anglaterra, el terme «educació terciària» correspon al terme global «educació superior» (és a dir, l’ensenyament posteriors als 18 anys). El 2018, el govern de Gal·les va adoptar el terme «educació terciària» per designar l’educació i la formació posteriors als 16 anys a Gal·les. No obstant això, des de la dècada dels 1970, els col·legis especialitzats d’educació posterior (further education) a Anglaterra i Gal·les s’anomenen «col·legis terciaris», encara que formen part del procés d’educació secundària. Aquestes institucions atenen tant a graduats d’escoles com a adults, combinant així les funcions principals dels col·legis FE i dels col·legis de sisè de batxillerat.

## França
Després d’acabar la llar d’infants (fr. école maternelle), l’escola primària (fr. école primaire), l’institut (fr. collège) i el batxillerat (fr. lycée), l’alumne pot accedir a la universitat, però també pot decidir aturar-se aquí.

## Alemanya
L’educació a Alemanya està principalment sota la responsabilitat dels diferents estats federals alemanys (Länder), mentre que el govern federal juga només un paper menor. Alemanya és ben coneguda a nivell internacional pel seu model de formació professional Ausbildung (aprenentatge), en el qual aproximadament el 50 per cent de tots els graduats de secundària accedeixen a centres de formació professional. No totes les qualificacions internacionals són automàticament reconegudes a Alemanya. Algunes universitats també requereixen Preliminary Review Documentation (VPD) a través de Uni-Assist. De vegades, els estudiants estrangers han de fer un curs Studienkolleg, que inclou l’examen Feststellungsprüfung (FSP) — un examen que avalua les qualificacions dels estudiants estrangers — si el govern alemany no reconeix la seva titulació.

## Canadà
L’educació superior al Canadà inclou els sistemes provincials, territorials, autòctons i militars d’educació superior. L’objectiu ideal de l’educació superior canadenca és oferir a cada canadenc l’oportunitat d’adquirir les habilitats i coneixements necessaris per assolir el seu màxim potencial. Busca desenvolupar una força laboral de classe mundial, augmentar la taxa d’ocupació dels canadencs i garantir la prosperitat sostenible del Canadà. Els programes d’educació superior estan curosament dissenyats des de la perspectiva de l’estudiant, amb l’objectiu d’alleujar riscos i garantir resultats determinats.